# August Petermann
August Heinrich Petermann (født 18. april 1822 i Bleicherode i Harzen, død 25. september 1878 i Gotha) var tysk geograf og kartograf.

## Liv og gerning
Petermann skulle egentlig have studeret teologi, men kastede sig tidlig over fysiske studier. Som elev af den kendte kartograf Heinrich Berghaus arbejdede han 1839-1845 med på dennes Physicalischer Atlas men tillige tegnede han kortet til A. v. Humboldts "Asie centrale". I 1845 begav han sig til Edinburgh for at bistå A. Keith Johnston ved den engelske bearbejdning af atlasset og i 1847 åbnede han i London et kartografisk etablissement og skrev i de følgende år flere geografiske artikler i engelske tidsskrifter, særlig om Afrika og polarlandene.
I 1854 kaldte Justus Perthes ham til Gotha som bestyrer af sit berømte kartografiske etablissement. Her grundlagde han i 1855 Mitteilungen aus Justus Perthes geographischem Anstalt, senere almindeligvis kun kaldet Petermanns Mitteilungen, et tidsskrift, der længe var centralstedet for de vigtigste geografiske publikationer og gennem mange år indtog pladsen som det mest ansete geografiske tidsskrift.
Som kartograf udmærkede Petermann sig ved gennem en grundig og kritisk brug af de mest forskelligartede kilder samt ved elegance og klarhed i teknikken, indenfor hvilken han udviklede flera metoder til et nyt og højere niveau. Blandt hans kartografiske arbejder må nævnes hans kort over det indre Afrika, over de Forenede Stater i 6 kortblade og over Australien i 9 kortblade; hans bearbejdning af Stielers store atlas har bidraget meget til dettes store udbredelse.
Petermann udfoldede også en stor virksomhed for udsendelsen af geografiske opdagelsesrejsende, i særdeleshed sådanne, som afså Afrika og polarregionerne. Således skyldtes det for en ikke ringe del ham, at Barths, Vogels, Heuglins, Beurmanns, Rohlfs og andres ekspeditioner kom i stand.